# Wu Xiaoxuan
Wu Xiaoxuan (chiń. upr. 吴小璇; chiń. trad. 吳小璇; pinyin Wú Xiǎoxuán, ur. 26 stycznia 1958) – chińska strzelczyni sportowa. Dwukrotna medalistka olimpijska z Los Angeles.
Specjalizowała się w strzelaniu karabinowym. Zawody w 1984 były jej jedynymi igrzyskami. Pod nieobecność części sportowców z tzw. Bloku Wschodniego sięgnęła po złoto w trzech postawach i zajęła trzecie miejsce w strzelaniu z karabinu pneumatycznego na dystansie 10 metrów.  W 1983 była wicemistrzynią świata w strzelaniu z karabinu pneumatycznego (10 m), zdobywała medale na mistrzostwach Azji.